# Carrizo (Arizona)
Carrizo – jednostka osadnicza w Stanach Zjednoczonych, w stanie Arizona, w hrabstwie Gila.